# Брант, Георгий Ростиславович
Георгий Ростиславович Брант (Brant) (12 (25) октября 1904 — 15 октября 1976) — советский партийный и государственный деятель.

## Биография
Родился в городе Борисоглебске Воронежской области в семье потомственного военного (сын подполковника царской армии Р. А. Бранта (1873-?), поволжский немец..
В 1921—1929 на комсомольской (до 1924) и партийной работе в Калужской губернии. Делегат 3-й Всероссийской комсомольской конференции и 6-го съезда ВЛКСМ. Член РКП(б) с 1922.
В 1929—1932 ответственный секретарь Боровского райкома партии. В 1932—1937 — первый секретарь Шаховского, затем Раменского райкомов ВКП(б) (Московская область).
26 января—10 февраля 1934 года делегат XVII съезда ВКП(б).
В 1937—1938 — заведующий сельхозотделом Московского обкома партии, начальник областного земельного отдела. В 1938—1941 первый заместитель председателя СНК АССР Немцев Поволжья.
С сентября 1941 в РККА. Военный комиссар Управления тыла 50-й армии Западного фронта (в звании бригадного комиссара). В декабре 1942 присвоено воинское звание полковник. В 1943 член Военного совета 20-й армии. В 1943—1945 член Военного Совета 49-й армии (Западный и 2-й Белорусский фронт). Награждён орденом Ленина, орденом Красной Звезды, двумя орденами Красного Знамени.
В 1945—1946 заместитель председателя, в 1946—1951 председатель Владимирского облисполкома.
Затем работал представителем Совета по делам колхозов при Совете министров СССР по Сталинградской области. В 1954—1957 секретарь Владимирского областного Совета профсоюзов.
Депутат Верховного Совета РСФСР 3-го созыва. Делегат 17-го съезда ВКП(б) и VIII (Чрезвычайного) Всесоюзного съезда Советов. Награждён 7 орденами и 7 медалями.
С 1957 на пенсии.